# Літо динозаврів
Літо динозаврів — роман Грега Біра, опублікований в 1998 році та проілюстрований Тоні Дітерліцці.

## Фон подій
Події відбуваються в альтернативній історії, в якій відбувалися події роману Артура Конана Дойла «Загублений світ». Події відбуваються на великому плато «Ель-Гранде» або «Тепуй Гранде» у Венесуелі, де ще живуть динозаври.
Через захоплення живими динозаврами, виробники фільмів, як Вілліс О'Браєн та Рей Гаррігаузен, ніколи не отримують прибутку. Однак, через смерть рятувальних, які рятують динозаврів, і труднощі в отриманні нових динозаврів, циркові динозаври повільно гинуть. Події відбуваються незабаром після Другої світової війни.

## Сюжет
Пітер Белзоні та його батько Ентоні Белзоні приєднаються до експедиції, щоб повернути останніх циркових динозаврів на плато. Щоб досягти плато, експедиція повинна мати справу з політикою. Їм все ж вдається дійти до плато. Один динозавр вмирає по дорозі, але решта випускають на плато. Проте учасники експедиції потрапляють в пастку на плато і стикаються з бандитами, а також втікають від різних динозаврів.

## Основні персонажі

### Члени експедиції
- Пітер Белзоні, головний герой підліток, син Ентоні.
- Ентоні Белзоні, незалежний репортер і батько Петра.
- Вінс Шелабергер, тренер динозаврів та неофіційний лідер експедиції.
- К. Купер, Ернест Б. Шоудзак, Джон Форд, Рей Гаррігаузен та Вілліс О'Браєн, шукають матеріали для фільмів на плато

### Інші
- Лотар Глюк, власник останніх циркових динозаврів
- Ель-полковник (без справжнього імені), військовий, який виступає проти експедиції на плато.

## Відомі динозаври та доісторичні істоти
- Сальтазавр, завропод з панциром
- Археоптерикс, птахоподібний динозавр
- Анкілозавр, броньований динозавр
- Центрозавр, рогатий динозавр
- Епіорніс, гігантський безкрилий птах
- Лептицидіум, примітивний ссавець
- Альтовенатор, великий м'ясоїдний динозавр теропод
- Неострутіомім, орнітомімозавр
- Еоавіс, авізавр
- Стратораптор, авізавр
- Лікогнат, терапсид
- Собакоящір, терапсид
- Ящірка-мавпа, терапсид
- Озерний диявол, пліозавр
- Комунізавр, терапсид
- Невідомі ссавці, що грабують гніздо, дрібні ссавці
- Амфібія з Хаммерхіда, родич героторакса
- Орли-вбивці — гігантські м'ясоїдні птахи
- Чистий Ант